# مرض بوت
مرض بوت (بالإنجليزية: Pott disease)‏ هو شكل من أشكال مرض السل، والذي يحدث خارج الرئتين، تعتبر الفقرات مكان الإصابة.

## الأعراض والعلامات
يتظاهر سل العمود الفقري عادةً بألم ظهر مزمن ويصيب بشكل نموذجي العمود الفقري الصدري السفلي والقطني، يبدأ الخمج على شكل التهاب قرص discitis وبعدئذ ينتشر على طول الأربطة الفقرية ليصيب الأجسام الفقرية الأمامية المجاورة مسبباً تَزَوّ بالفقرة مع حدب لاحق، ويكون تشكل خراجات جانب فقرية وبسواسية شائعاً، ويعتبر الـ CT قيماً في تقدير امتداد المرض ومدى انضغاط النخاع الشوكي والموقع المناسب لإجراء الخزعة بالإبرة أو الاستقصاء المفتوح عند الحاجة. إنّ التشخيص التفريقي الرئيسي هو الخباثة التي تميل لأن تؤثر على جسم الفقرة وتترك القرص سليماً. يمكن أن يعالج المرضى كمرضى خارجيين في حال غياب لا ثباتية العمود الفقري أو الانضغاط النخاعي. قد يصيب السل أي مفصل لكن تكون إصابة الورك أو الركبة أكثرها شيوعاً، يكون التظاهر عادةً مخاتلاً مع ألم وتورم أمّا الحمى والتعرق الليلي فهي غير شائعة، وتكون التبدلات الشعاعية غالباً غير نوعية لكن يظهر نقص في الفراغ المفصلي وتآكلات مع تقدم المرض.